# 橋本努
橋本 努（はしもと つとむ、1967年12月29日 - ）は、日本の社会学者、北海道大学大学院経済学研究科教授。専門は、経済社会学、社会哲学。

## 人物・来歴
東京都生まれ。1986年県立川和高校卒業、1990年横浜国立大学経済学部卒業、同大学院へ進学するが、1991年東京大学大学院総合文化研究科相関社会科学専攻に転じ、1996年博士課程単位取得満期退学、北海道大学経済学部専任講師、1998年助教授、1999年「方法と人格――プロジェクトとしての自由主義」で東京大学学術博士。2007年北海道大学准教授、2011年同大学院経済学研究科教授。

## 著書

### 単著
- 『自由の論法――ポパー・ミーゼス・ハイエク』創文社 1994年
- 『社会科学の人間学――自由主義のプロジェクト』勁草書房 1999年
- 『帝国の条件――自由を育む秩序の原理』弘文堂 2007年
- 『自由に生きるとはどういうことか―戦後日本社会論』ちくま新書 2007年
- 『経済倫理=あなたは、なに主義？』 講談社選書メチエ、2008年
- 『自由の社会学』 NTT出版 2010年
- 『ロスト近代 = LOST MODERNITY 資本主義の新たな駆動因』弘文堂 2012年
- 『学問の技法』ちくま新書 2013年
- 『解読 ウェーバー『プロテスタンティズムの倫理と資本主義の精神』』 講談社選書メチエ 2019年
- 『自由原理 来るべき福祉国家の理念』岩波書店 2021年
- 『消費ミニマリズムの倫理と脱資本主義の精神』筑摩選書 2021年
- 『ロスト欲望社会』 勁草書房 2021年
- 『「人生の地図」のつくり方』 筑摩書房 2024年
- 『自生化主義』 勁草書房 2025年
- 『環境思想入門』 勁草書房 2025年

### 編著
- 『経済思想（8）20世紀の経済学の諸潮流』 日本経済評論社, 2006年
- 『現代の経済思想』 勁草書房, 2014年

### 共編著
- （橋本直人・矢野善郎）『マックス・ヴェーバーの新世紀――変容する日本社会と認識の転回』 未來社, 2000年
- （尾近裕幸）『オーストリア学派の経済学――体系的序説』 日本経済評論社, 2003年
- （矢野善郎）『『日本マックス・ウェーバー論争　「プロ倫」読解の現在』ナカニシヤ出版, 2008年
- 『日本を変える「知」 「21世紀の教養」を身に付ける』芹沢一也・荻上チキ編、飯田泰之・鈴木謙介・本田由紀・吉田徹共著、光文社, 2009年
- 『一九七〇年転換期における『展望』を読む―思想が現実だった頃』大澤真幸・斎藤美奈子・原武史共編、筑摩書房, 2010年
- 『ナッジ!?: 自由でおせっかいなリバタリアン・パターナリズム』那須耕介共編, 勁草書房, 2020年
- （金澤悠介）『新しいリベラル』 ちくま新書 2025年

### 訳書
- ディボラ・A・レドマン『経済学と科学哲学』（文化書房博文社, 1994年）
- ジェラルド・P・オドリスコルJr., マリオ・J・リッツォ『時間と無知の経済学――ネオ・オーストリア学派宣言』（勁草書房, 1999年）
- R・メイソン『顕示的消費の経済学』（名古屋大学出版会, 2000年）
- ダニエル・ハウスマン『経済学の哲学入門: 選好、価値、選択、および厚生』監訳、ニキ・リンコ訳 2022年 勁草書房

## 参考
- https://sites.google.com/view/hashimoto-tsutomu
- https://researchmap.jp/tsutomu-hashimoto